# Uebelmannia

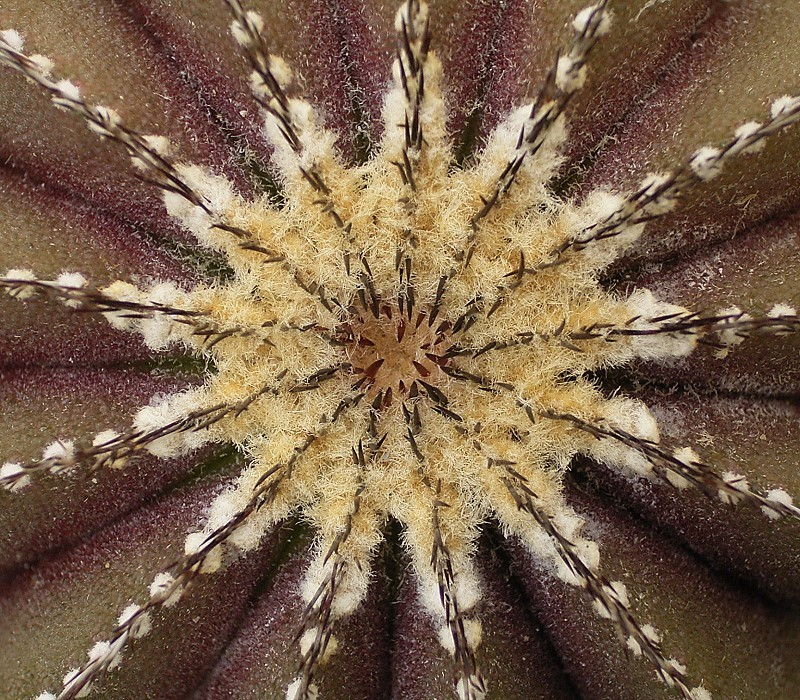
Scheitel von Uebelmannia pectinifera subsp. pectinifera

Uebelmannia ist eine Pflanzengattung aus der Familie der Kakteengewächse (Cactaceae). Der botanische Name der Gattung ehrt den Schweizer Kakteengärtner Werner Uebelmann.

## Beschreibung
Die Arten der Gattung Uebelmannia wachsen einzeln und verzweigen sich faktisch nie. Ihre kugelförmigen bis zylindrischen Triebe erreichen Wuchshöhen von bis zu 75 Zentimetern. Die Epidermis ist glatt, papillat, körnig oder mit plattenförmigen Wachsauflagerungen versehen. Die zahlreichen Rippen sind meist scharfkantig, manchmal aber auch in Höcker gegliedert. Aus den Areolen entspringen 2 bis 7 Dornen, die abstehend bis ausgebreitet oder kammförmig angeordnet sind. Sie können gerade oder etwas gebogen sein.
Die kleinen, kurz trichterförmigen Blüten sind gelb. Sie erscheinen in der Nähe der Triebspitze und öffnen sich am Tag. Ihr Perikarpell und die Blütenröhre sind mit einigen Areolen, aus denen dichte Wolle und wenige Borsten entspringen, besetzt.
Die kugelförmigen bis zylindrischen, gelben oder roten, beerenförmigen Früchte sind an ihrer Basis kahl und zur Spitze hin mit Wolle und Borsten bedeckt. Sie sind dünnwandig, bei Reife trocken und besitzen keinen Blütenrest. Die Früchte enthalten mützenförmige, glänzend schwarze bis rötlich braune Samen.

## Systematik, Verbreitung und Gefährdung
Die Gattung Uebelmannia ist im brasilianischen Bundesstaat Minas Gerais verbreitet. Durch illegales Sammeln sind alle Arten der Gattung stark bedroht und daher im Anhang I des Washingtoner Artenschutz-Übereinkommens aufgeführt.
Die Erstbeschreibung wurde 1967 von Albert Frederik Hendrik Buining veröffentlicht. Die Typusart der Gattung ist Uebelmannia gummifera.

### Systematik nach N.Korotkova et al. (2021)
Die Gattung umfasst die folgenden Arten:
- Uebelmannia buiningii Donald
- Uebelmannia gummifera (Backeb. & Voll) Buining
- Uebelmannia pectinifera Buining
  - Uebelmannia pectinifera subsp. eriocactoides (Řepka, Krajca & V.Toman) Guiggi
  - Uebelmannia pectinifera subsp. flavispina (Buining & Brederoo) P.J.Braun & Esteves
  - Uebelmannia pectinifera subsp. horrida (P.J.Braun) P.J.Braun & Esteves
  - Uebelmannia pectinifera subsp. pectinifera

### Systematik nach Anderson/Eggli (2005)
Zur Gattung Uebelmannia gehören die folgenden Arten:
- Uebelmannia buiningii Donald
- Uebelmannia gummifera (Backeb. & Voll) Buining
- Uebelmannia pectinifera Buining
  - Uebelmannia pectinifera subsp. flavispina (Buining & Brederoo) P.J.Braun & Esteves
  - Uebelmannia pectinifera subsp. horrida (P.J.Braun) P.J.Braun & Esteves
  - Uebelmannia pectinifera subsp. pectinifera

## Nachweise

## Weiterführende Literatur
- Werner van Heek, Bernhard Bohle: Die Variationsbreite von Uebelmannia gummifera. In: Kakteen und andere Sukkulenten. Band 57, Nr. 2, 2006, S. 29
- Reto Nyffeler: The genus Uebelmannia (Cactaceae). In: Botanische Jahrbücher für Pflanzensystematik. Band 120, 1998, S. 145–163.
- Rudolf Schulz, Marlon Machado: Uebelmannia and their Environment.  Schulz Publishing, 2000, ISBN 0958516715.